# (12496) Ekholm
(12496) Ekholm (1998 FF9) – planetoida z grupy pasa głównego asteroid okrążająca Słońce w ciągu 3,82 lat w średniej odległości 2,44 j.a. Odkryta 22 marca 1998 roku.